# NGC 4326
NGC 4326 is een balkspiraalstelsel in het sterrenbeeld Maagd. Het hemelobject werd op 13 april 1784 ontdekt door de Duits-Britse astronoom William Herschel.

## Synoniemen
- UGC 7454
- MCG 1-32-33
- ZWG 42.64
- VCC 623
- NPM1G +06.0336
- PGC 40192